# Рибаре (Крушевац)
Рибаре је насељено место града Крушевца у Расинском округу. Према попису из 2011. године било је 613 становника а 2022. било је 448 становника (према попису из 1991. било је 914 становника).
У непосредној близини насеља налази се Рибарска Бања.

## Демографија
У насељу Рибаре живи 591 пунолетни становник, а просечна старост становништва износи 46,9 година (46,2 код мушкараца и 47,6 код жена). У насељу има 227 домаћинстава, а просечан број чланова по домаћинству је 3,07.
Ово насеље је великим делом насељено Србима (према попису из 2002. године).
|  |

| Демографија | Демографија | Демографија |
| Година      | Становника  | Становника  |
| ----------- | ----------- | ----------- |
| 1948.       | 1.097       |             |
| 1953.       | 1.180       |             |
| 1961.       | 1.177       |             |
| 1971.       | 1.054       |             |
| 1981.       | 1.069       |             |
| 1991.       | 914         | 854         |
| 2002.       | 697         | 778         |

| Етнички састав према попису из 2002.‍ | Етнички састав према попису из 2002.‍ | Етнички састав према попису из 2002.‍ | Етнички састав према попису из 2002.‍ | Етнички састав према попису из 2002.‍ |
| ------------------------------------ | ------------------------------------ | ------------------------------------ | ------------------------------------ | ------------------------------------ |
|                                      |                                      |                                      |                                      |                                      |
| Срби                                 | Срби                                 |                                      | 674                                  | 96,70%                               |
| Роми                                 | Роми                                 |                                      | 13                                   | 1,86%                                |
| Црногорци                            | Црногорци                            |                                      | 3                                    | 0,43%                                |
| Југословени                          | Југословени                          |                                      | 1                                    | 0,14%                                |
| непознато                            | непознато                            |                                      | 5                                    | 0,71%                                |

| Година пописа     | 1948. | 1953. | 1961. | 1971. | 1981. | 1991. | 2002. |
| ----------------- | ----- | ----- | ----- | ----- | ----- | ----- | ----- |
| Број домаћинстава | 208   | 237   | 252   | 264   | 274   | 258   | 227   |

| Број чланова      | 1  | 2  | 3  | 4  | 5  | 6  | 7  | 8 | 9 | 10 и више | Просек |
| ----------------- | -- | -- | -- | -- | -- | -- | -- | - | - | --------- | ------ |
| Број домаћинстава | 58 | 55 | 33 | 24 | 24 | 20 | 12 | 0 | 0 | 1         | 3,07   |

| Пол    | Укупно | Неожењен/Неудата | Ожењен/Удата | Удовац/Удовица | Разведен/Разведена | Непознато |
| ------ | ------ | ---------------- | ------------ | -------------- | ------------------ | --------- |
| Мушки  | 296    | 58               | 195          | 30             | 10                 | 3         |
| Женски | 314    | 38               | 195          | 68             | 13                 | 0         |
| УКУПНО | 610    | 96               | 390          | 98             | 23                 | 3         |

| Пол    | Укупно                    | Пољопривреда, лов и шумарство | Рибарство                            | Вађење руде и камена | Прерађивачка индустрија       |
| ------ | ------------------------- | ----------------------------- | ------------------------------------ | -------------------- | ----------------------------- |
| Мушки  | 159                       | 75                            | 0                                    | 0                    | 15                            |
| Женски | 106                       | 33                            | 0                                    | 0                    | 20                            |
| УКУПНО | 265                       | 108                           | 0                                    | 0                    | 35                            |
| Пол    | Производња и снабдевање   | Грађевинарство                | Трговина                             | Хотели и ресторани   | Саобраћај, складиштење и везе |
| Мушки  | 1                         | 6                             | 7                                    | 3                    | 2                             |
| Женски | 0                         | 0                             | 13                                   | 0                    | 0                             |
| УКУПНО | 1                         | 6                             | 20                                   | 3                    | 2                             |
| Пол    | Финансијско посредовање   | Некретнине                    | Државна управа и одбрана             | Образовање           | Здравствени и социјални рад   |
| Мушки  | 0                         | 0                             | 4                                    | 2                    | 39                            |
| Женски | 0                         | 0                             | 0                                    | 3                    | 35                            |
| УКУПНО | 0                         | 0                             | 4                                    | 5                    | 74                            |
| Пол    | Остале услужне активности | Приватна домаћинства          | Екстериторијалне организације и тела | Непознато            | Непознато                     |
| Мушки  | 2                         | 0                             | 0                                    | 3                    | 3                             |
| Женски | 2                         | 0                             | 0                                    | 0                    | 0                             |
| УКУПНО | 4                         | 0                             | 0                                    | 3                    | 3                             |